# General Electric

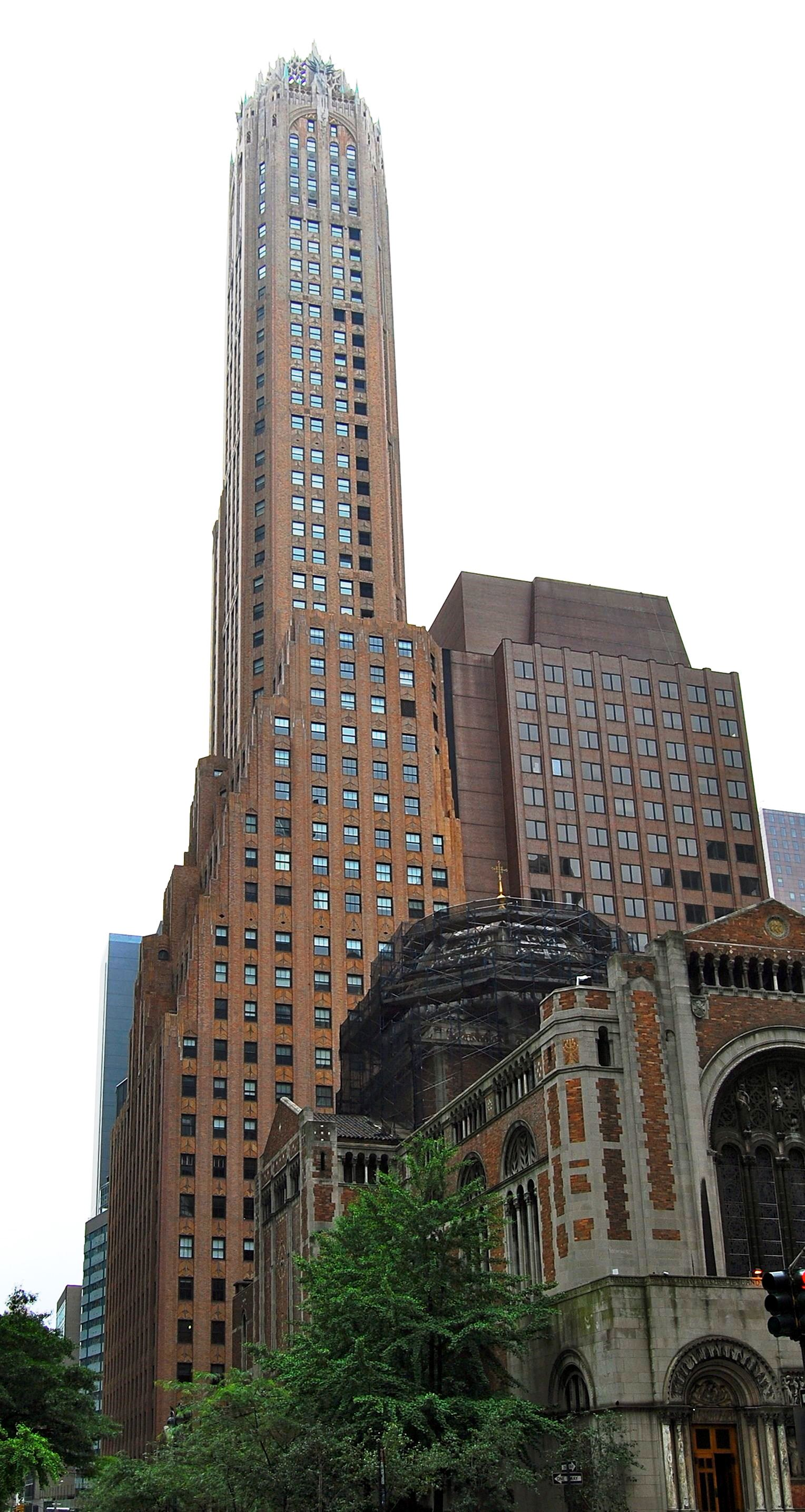
Будівля GE, Рокфелер-центр, Нью-Йорк

Дженерал Електрик (англ. General Electric) — американська багатогалузева корпорація, найбільший у світі виробник багатьох видів техніки, зокрема, енергетичних установок (в тому числі й атомні реактори), газових турбін, авіаційних двигунів, медичного обладнання, виготовляє також освітлювальну техніку, пластмаси та герметики. Компанія є однією з найбільших публічних компаній світу.
Штаб-квартира компанії розташована в місті Бостон, Массачусетс, а корпорація зареєстрована у Нью-Йорку.
9 листопада 2021 року компанія оголосила про поділ на три публічні компанії; кожна з них буде зосереджена на авіації, охороні здоров'я та енергетиці (відновлювана енергія, електроенергія та цифрова енергія) відповідно. Перше виділення підрозділу охорони здоров’я заплановано на 2023 рік, а 2024 року за ним буде відокремлено підрозділ енергетики.

## Історія
Компанія заснована в 1878 винахідником Томасом Едісоном і спочатку називалася «Едісон електрик лайт».
Компанія під сучасною назвою була створена після об'єднання з компанією «Томсон-Х'юстон електрик» 15 квітня 1892 року зі штаб-квартирою у Скенектаді.
1910 — компанія починає серійне виробництво лампочок з вольфрамової ниткою .
1925 — випускає перший побутовий холодильник.
1928 — відкриває телерадіомовну станцію і починає передавання телевізійних програм.
1942 — проводить випробування власного першого реактивного двигуна.
1947 — починає серійний випуск автоматичних пральних машин.
1955 — на воду було спущено атомний підводний човен Seawolf з реактором, виготовленим General Electric.
1957 — компанія отримала ліцензію на будівництво атомного реактора першої в США приватної АЕС; також цього року було завершено будівництво заводу з виробництва побутової техніки у Луїсвіллі (Кентуккі).

## Власники та керівництво
Найвідомішим головою ради директорів компанії був Джек Уелч. До 2 жовтня 2017 року головою ради директорів і головним керівником компанії був Джеффрі Іммельт.
Компанія належить великій кількості інституційних та індивідуальних інвесторів, пайових фондів, жоден з яких не має значного (більше 5%) пакета акцій. На 31 грудня 2009 року найбільш великими пакетами володіли банк State Street Corporation (3,51%) і інвесткомпанія Vanguard Group Inc. (3,36%). Крім цього, велика кількість акцій належала пайовим фондам. Наприклад, більш 3,14% акцій на 31 грудня 2009 року належало різним фондам Vanguard (Vanguard Total Stock Mkt Idx, Vanguard 500 Index Investor, Vanguard Institutional Index, Vanguard Windsor II Investor, Vanguard Value Index). Структура кінцевих власників не розкривається.

## Діяльність
Компанія має 5 підрозділів :
- GE Technology Infrastructure випускає медичне обладнання, локомотиви, авіаційні двигуни.
- GE Energy здійснює виробництво нафтогазового обладнання, пристрої водопідготовки та обладнання для енергетики, зокрема і турбіни.
- GE Capital має у своєму складі GE Money Bank і GE Commercial Aviation Services.
- GE NBC Universal — всесвітньо відома телекомпанія NBC.
- GE Consumer & Industrial випускає світлотехнічне обладнання, устаткування для розподілу електроенергії та джерел безперервного живлення.

### Продукція
- Електровоз E44 (США)

### Двигуни

#### Турбореактивні двигуни
- J31 (для P-59 Airacomet та ін)
- J33 (для P-80 Shooting Star)

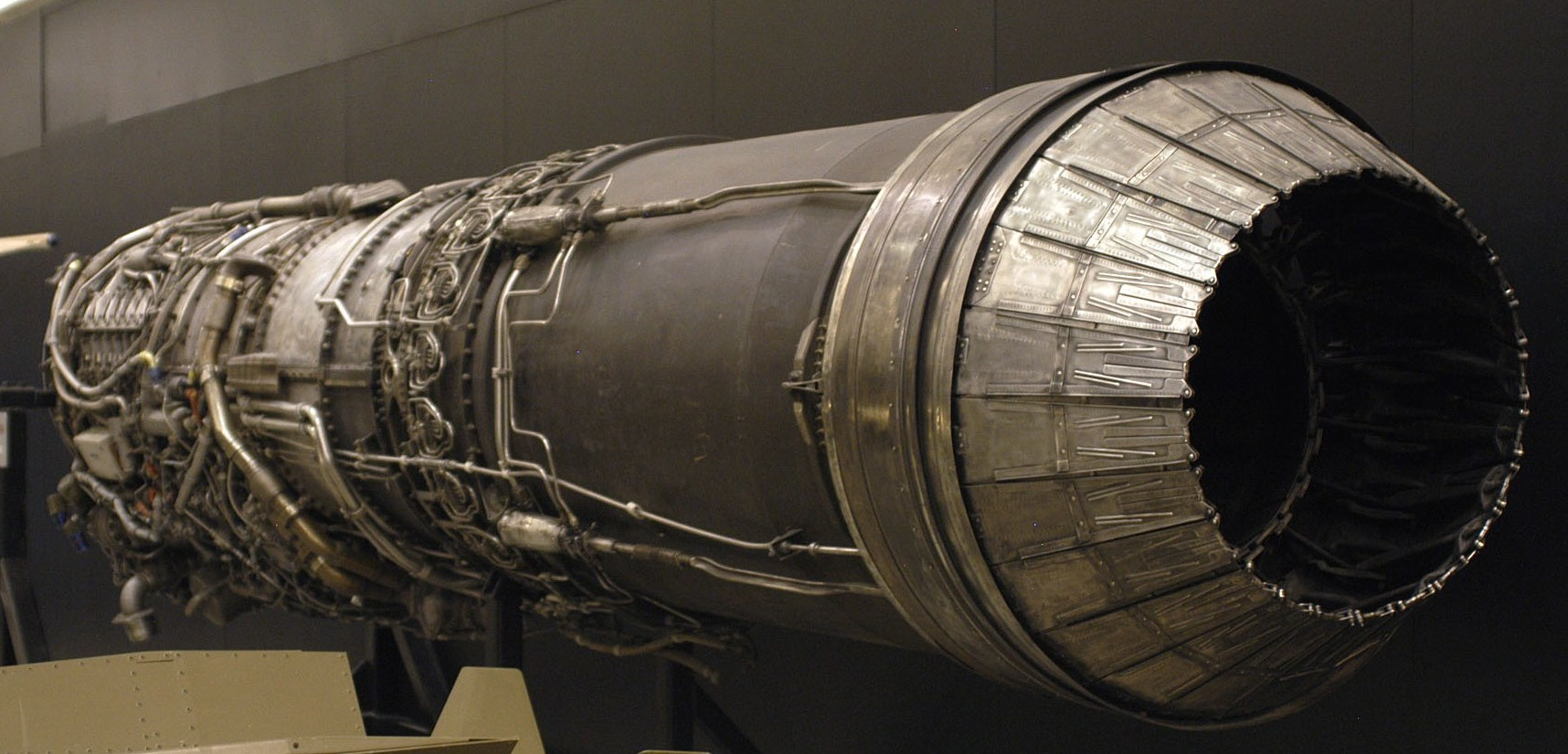
Турбореактивний двигун

- J35 (для F-84 Thunderjet і F-89 Scorpion)
- J47 (Boeing B-47 Stratojet та інше)
- J79/CJ805 (B-58 Hustler тощо)
- J85/J610 (T-38 Talon / Learjet 23)

#### Легкі двигуни і двигуни з малим ступенем двоконтурності
- CF700 (Learjet 23)
- General Electric F101 (B-1 Lancer)
- General Electric TF34/CF34 (S-3 Viking та ін)
- F404 (F/A-18 Hornet)
- F110 (F-14B / D Super Tomcat тощо)
- F118 (Lockheed U-2 та інших)
- YF120 (Lockheed YF-22 і ін)
- CFE738 (для Dassault Falcon 2000)
- F412 (F/A-18 Hornet)
- F414 (F/A-18E/F Super Hornet)
- F136 (F-35 Lightning II)
- HF120 (Honda HA-420 HondaJet тощо)

#### Турбовентиляторні двигуни з високим ступенем двоконтурності
- TF39 (C-5A/B/C Galaxy)
- CF6 (Айрбас А300, Боїнг 747, 767)
- CFM56/F108 (Айрбас А320, 340; Боїнг 737, KC-135R Stratotanker)
- GE90 (Boeing 777)
- GP7000 (Айрбас А380)
- GEnx (Boeing 747-8, 787)

#### Турбогвинтові двигуни і двигуни з відкритим вентилятором
- CT7 (AH-64 Apache і ін)
- GE36
- T407 (Sikorsky CH-53K)
- T31 (XF2R Dark Shark та ін)
- Walter M601 (Let L-410 Turbolet та ін)

#### Турбовальні двигуни
- T58 (SH-3 Sea King і ін)
- T64 (CH-53E Super Stallion та ін)
- T700/CT7 (AH-64 Apache і ін)
- General Electric GE38 (Lockheed P-7 та ін)

#### Промислові двигуни
- LM500
- LM1600
- LM2500
- LM6000
- LMS100

#### Для автомобілів
- LV100

### Показники діяльності
Загальна чисельність робітників компанії 2004 року — 315 000 осіб. Виручка General Electric за 2008 склала $ 182 500 000 000, чистий прибуток — $ 17,4 млрд.
У 2009 компанія посідала 12 місце в Fortune Global 500.
У 2013 в списку FT 500 компанія була 6-ою, з капіталізацією $239,8 млрд.
2016 року, у рейтингу Brand Finance Global 500 компанія посідала 12 місце. Вартість бренду оцінено в $37,216 млн.